# Josip Urbanke
Josip Urbanke (Zagreb, 13. veljače 1907. – Zagreb, 4. studenog 1986.) bio je hrvatski nogometaš i nogometni reprezentativac.

### Reprezentativna karijera
Za nogometnu reprezentaciju Kraljevine Jugoslavije odigrao je jednu utakmicu.